# Mirella Bentivoglio
Mirella Bentivoglio (* 28. März 1922 in Klagenfurt, Österreich als Mirella Mercedes Maria Bertarelli; † 23. März 2017 in Rom, Italien) war eine italienische Dichterin der Visuellen und Konkreten Poesie. Sie war überdies Bildhauerin, Performancekünstlerin und Kuratorin.

## Werdegang
Mirella Bentivoglio wurde am 28. März 1922 als Tochter von Ernst Bertarelli (* 6. Juli 1873 in Arona, Piemont), Universitätsprofessor in Pavia, und Margaretha Bentivoglio (geborene Cavalli; * 27. Juli 1883 in Torricella di Sissa (Sissa Trecasali)) im Landeskrankenheim Klagenfurt geboren und wurde am 6. April 1922 auf den Namen Mirella Mercedes Maria getauft. Die Tochter italienischer Eltern wuchs anfangs in Klagenfurt, wo sie am 14. Mai 1930 auch gefirmt wurde, sowie in Mailand auf. Sie studierte Sprachen in der Schweiz und London und nutzte während des Zweiten Weltkriegs die Bücherei ihres Vaters, um sich fortzubilden. Seit den 1970er Jahren bestimmten zwei Symbole Bentivoglios Werk zwischen Bild und Sprache: das Ei und der Baum.
1949 heiratete sie den Juraprofessor und Autor Ludovico Matteo Bentivoglio.

## Ausstellungen (Auswahl)

### Einzelausstellungen
- 1996: Mirella Bentivoglio: Dalla parola al simbolo Palazzo delle Esposizioni, Rom
- 2015: Pages: Mirella Bentivoglio, Selected Works 1966-2012 Pomona College Museum of Art, Claremont

### Gruppenausstellungen
- 1994: 22. Biennale von São Paulo, São Paulo
- 2003: Love And Joy About Letters-The Work Of Ben Shahn and Mirella Bentivoglio Montgomery Art Center, Claremont
- 2010: Autoritratte (Female self portraits) / Sala delle Reali Poste Galleria degli Uffizi, Florenz
- 2013: Project Room. Fotografia dalle collezioni Centro de Arte Moderna e Contemporanea della Spezia (CAMeC), La Spezia
- 2016: Concerning Concrete Poetry Badischer Kunstverein, Karlsruhe